# Consolatio
La consolatio (equivalente latino dell'italiano "consolazione") è una tipologia di testo utilizzata per confortare qualcuno per la perdita di una persona cara; può realizzarsi principalmente nella forma di un'orazione, di un trattato filosofico, di un poema o di un'epistola.

## Caratteristiche
Questo genere letterario è riconoscibile da una serie di tematiche e di topoi distintivi. Era uno dei più popolari generi della retorica classica e ricevette nuova linfa durante l'umanesimo rinascimentale.
Caratteristiche delle consolationes sono innanzitutto l'utilizzo di exempla di uomini illustri che hanno già reagito in modo esemplare alla morte e l'elencazione di precetti e temi morali come la fugacità del tempo, la precarietà della vita, la morte come destino ineluttabile dell'uomo. Infine, topico era l'invito a dedicarsi agli studi e alla lettura in modo da non pensare al motivo della propria tristezza.

## Storia

### Antichità classica
Si ritiene comunemente che l'inventore del genere fosse Crantore, che si impose maggiormente all'attenzione dei lettori con il Sul dolore (in greco Περὶ Πένθους, tradotto in latino con De Luctu), sotto forma di lettera indirizzata all'amico Ippocle per la scomparsa del figlio di quest'ultimo e che il filosofo Panezio definì un capolavoro da imparare a memoria, parola per parola: tra l'altro, sembra che dal Dolore di Crantore Cicerone abbia tratto quasi tutto il terzo libro delle sue Tusculanae disputationes. Inoltre, sappiamo di una Consolatio dello stesso Cicerone, scritta nell'anno 45 a.C. per lenire il suo dolore dopo la morte della figlia Tullia, avvenuta nel febbraio dello stesso anno: ne restano frammenti, uno dei quali fu conservato dallo stesso Cicerone nelle sue Tusculanae Disputationes e sette frammenti conservati dall'autore paleocristiano Lattanzio nella sua opera Institutiones Divinae.
Tra le più notevoli consolationes antiche integralmente superstiti si segnalano tre opere di Seneca (Consolatio ad Marciam, Ad Polybium de consolatione, Ad Helviam matrem de consolatione) e la Consolazione ad Apollonio (Παραμυθητικὸς πρὸς Ἀπολλώνιον - Consolatio ad Apollonium), un'opera che alcuni studiosi ritengono sia falsamente attribuita a Plutarco e tramandata, come la sicuramente autentica Consolazione alla moglie, nel corpus dei suoi scritti. Infine, nella tarda antichità, il De consolatione philosophiae di Severino Boezio.